# ولین ان های
ولین ان های (به فرانسوی: Velaine-en-Haye) یک کامین در فرانسه است که در Canton of Domèvre-en-Haye واقع شده‌است.

## خصوصیات
ولین ان های ۱۷٫۸۷ کیلومترمربع مساحت و ۱٬۴۹۵ نفر جمعیت دارد و ۲۶۹ متر بالاتر از سطح دریا واقع شده‌است.